# Prée (rivière)
Pour les articles homonymes, voir Prée.
La Prée est un cours d'eau français qui coule dans les départements du Cher et de Loir-et-Cher. C'est un affluent du Cher en rive gauche et donc un sous-affluent de la Loire.

## Géographie
La Prée présente une longueur de 16,2 kilomètres. Elle prend sa source dans la commune de Dampierre-en-Graçay, près du hameau de la Viverie à une altitude de 150 m, s'écoule vers le sud et se jette dans le Cher, dans la commune de Saint-Loup, à une altitude de 85 m.

### Communes traversées
La Prée traverse 5 communes, soit de l'amont vers l'aval : Dampierre-en-Graçay (Cher), Saint-Georges-sur-la-Prée (Cher), Maray (Loir-et-Cher), Mennetou-sur-Cher (Loir-et-Cher), Saint-Loup (Loir-et-Cher).
Les bassins hydrographiques sont découpés dans le référentiel national BD Carthage en éléments de plus en plus fins, emboîtés selon quatre niveaux : régions hydrographiques, secteurs, sous-secteurs et zones hydrographiques. Le bassin versant de la Prée s'insère dans la zone hydrographique « La Pree & ses affluents  », au sein du bassin DCE plus large « La Loire, les cours d'eau côtiers vendéens et bretons ».

### Toponymes

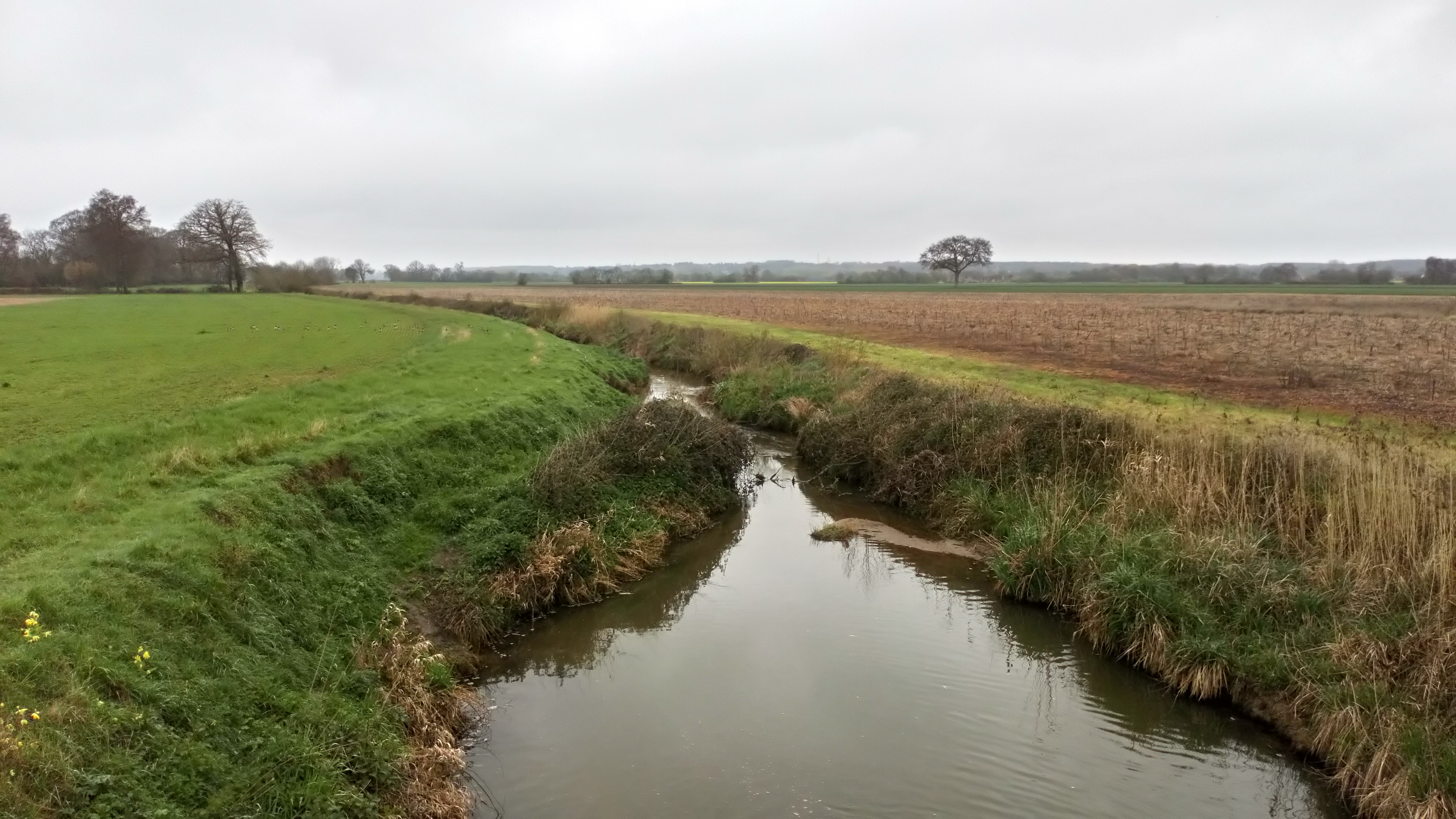
La Prée à Maray (41)

La Prée a donné son hydronyme a une seule commune qui est Saint-Georges-sur-la-Prée. 

### Organisme gestionnaire
Le Syndicat Mixte Interdépartemental du Bassin du Cher Sauvage est basé à Mennetou-sur-Cher.

## Affluents
La Prée possède trois principaux affluents que sont : 
- le ruisseau de la Bidoire 2,9 km
- le ruisseau de la Molaine 7,6 km, avec quatre affluents
- le ruisseau de la Grange 3,0 km, avec un seul affluent

## Pêche et peuplements piscicoles
Sur le plan piscicole, la Prée est classée en deuxième catégorie piscicole. L'espèce biologique dominante est constituée essentiellement de poissons blancs (cyprinidés) et de carnassiers (brochet, sandre et perche). 

## Qualité des eaux

### État des masses d'eau et objectifs
Issu de la Directive cadre européenne sur l’eau (DCE) du 23 octobre 2000, le découpage en masses d’eau permet d'utiliser un référentiel élémentaire unique employé par tous les pays membres de l'Union européenne. Une masse d'eau de surface est une partie distincte et significative des eaux de surface, telles qu'un lac, un réservoir, une rivière, un fleuve ou un canal, une partie de rivière, de fleuve ou de canal, une eau de transition ou une portion d’eaux côtières. Pour les cours d’eau, la délimitation des masses d’eau est basée principalement sur la taille du cours d’eau et la notion d’hydro-écorégion. Ces masses d’eau servent ainsi d’unité d’évaluation de l’état des eaux dans le cadre de la directive européenne. La Prée fait partie de la masse d'eau codifiée FRGR2145 et dénommée « La Prée et ses affluents, depuis la source jusqu'à la confluence avec le Cher ».
Le schéma directeur d'aménagement et de gestion des eaux (Sdage) Loire-Bretagne est un document de planification dans le domaine de l’eau. Il définit, pour une période de six ans, les grandes orientations pour une gestion équilibrée de la ressource en eau ainsi que les objectifs de qualité et de quantité des eaux à atteindre dans le bassin Loire-Bretagne. L'état des lieux 2013 définis dans la SDAGE 2016 – 2021 et les objectifs à atteindre pour cette masse d'eau sont les suivants,, :
| Code masse d'eau | Libellé masse d'eau                                                           | État écologique 2013 des cours d'eau | État écologique 2013 des cours d'eau | État écologique 2013 des cours d'eau | État écologique 2013 des cours d'eau | Objectifs                  | Objectifs                  | Objectifs                | Objectifs                | Objectifs              | Objectifs              |
| Code masse d'eau | Libellé masse d'eau                                                           | État écologique                      | État biologique                      | État physico-chimie générale         | État Polluants spécifiques           | Objectif d'état écologique | Objectif d'état écologique | Objectif d'état chimique | Objectif d'état chimique | Objectif d'état global | Objectif d'état global |
| ---------------- | ----------------------------------------------------------------------------- | ------------------------------------ | ------------------------------------ | ------------------------------------ | ------------------------------------ | -------------------------- | -------------------------- | ------------------------ | ------------------------ | ---------------------- | ---------------------- |
| FRGR2145         | La Prée et ses affluents, depuis la source jusqu'à la confluence avec le Cher | Moyen                                |                                      | Moyen                                |                                      | Bon état                   | 2027                       | Bon état                 | ND                       | Bon état               | 2027                   |

## Gouvernance

### Échelle du bassin
En France, la gestion de l’eau, soumise à une législation nationale et à des directives européennes, se décline par bassin hydrographique, au nombre de sept en France métropolitaine, échelle cohérente écologiquement et adaptée à une gestion des ressources en eau. La Prée est sur le territoire du bassin Loire-Bretagne et l'organisme de gestion à l'échelle du bassin est l'agence de l'eau Loire-Bretagne.